# Прімейру ді Маю (Принсіпі)
Клубе Деспортіву Прімейру ді Маю або просто Прімейру ді Маю (порт. Clube Desportivo 1º de Maio) — професіональний футбольний клуб з району Нова Ештрела на острові Принсіпі, в Сан-Томе і Принсіпі.

## Історія
Клуб було засновано 1 травня 1982 року в районі Нова Ештрела на острові Принсіпі. На честь цієї дати клуб і отримав свою назву.
У 2000 році клуб виграв попередній раунд Кубку острова Принсіпі, але припинив боротьбу на стадії півфіналу турніру. В 2001 році клуб зайняв п'яте і останнє місце, а вже наступного сезону клуб переміг в чемпіонаті острова. В фінальному матчі національного чемпіонату «Прімейру ді Маю» переміг клуб Інтер (Бум-Бум) з рахунком 1:4.

## Досягнення
- Чемпіонат острова Принсіпі: 1 перемога

2003